# Хари Денис
Хари Денис е роден на 17 декември 1956 година в Чикаго, Илиноис. Хари е един от основоположниците на deep house звученето. Този тип музика може да бъде описана като дълбоки мисли във вокалния аранжимент, съпоставен срещу електронните бас линия и ударен ритъм, характерни за хаус музиката, която се развива от началото до средата на 1980-те. Хари Денис е считан за иноватор на дийп хаус звученето в хаус музиката. Той започва своята кариера в ранните дни на хаус музиката и създава контакт с легендарни хаус „гурута“ като Франки Нъкълс, Чип Е (и двамата уважавани като „кръстници на хаус музиката“) и Рон Харди. Хари е почитан за своята иновативност и оригиналност във феномена хаус музика през 80-те. Стилът на неговите текстове носи послание до феновете на хаус музиката, преплетено от ритмични, издаващи дълбоки чувства и изпълнени с фънк ритми хаус продукции.